# Megophrys
Megophrys är ett släkte av groddjur som ingår i familjen Megophryidae.
Arterna påminner i formen om grodor och deras kroppsfärg utgör ett kamouflage. Hos Megophrys nasuta och hos vissa andra arter förekommer påfallande spetsiga övre ögonlock och en spetsig nos. Grodorna liknar så löv som ligger på marken.
Arter enligt Catalogue of Life:
- Megophrys kobayashii
- Megophrys ligayae
- Megophrys montana
- Megophrys nasuta
- Megophrys stejnegeri

Amphibian Species of the World listar ytterligare 3 arter:
- Megophrys baluensis
- Megophrys dringi
- Megophrys edwardinae